# Jarosław Godfreyow
Jarosław Godfrejów – właśc. Jarosław Paweł Nowicki, pseud. art. Yarek Godfrey (ur. 8 kwietnia 1957 w Olsztynie, zm. 28 marca 2014 w Paryżu) – syn Andrzeja Nowickiego i Barbary Godfreyow. Polski artysta malarz tworzący w Vincennes pod Paryżem. Reprezentant realizmu magicznego w malarstwie, symbolizmu i wielkoformatowych płócien portretów z motywami LGBT. Był żonaty z Veronique Delhomme, miał jednego syna – Maximiliana. Jego prace znajdują się m.in. w galeriach w USA (Cleveland, Nowy Jork), w Paryżu i Niemczech. 
Pochowany w Vincennes. Na cmentarzu komunalnym w Nowym Sączu przy ul. Rejtana znajduje się tablica pamiątkowa na rodzinnym pomniku (Sektor 12/2/17). 

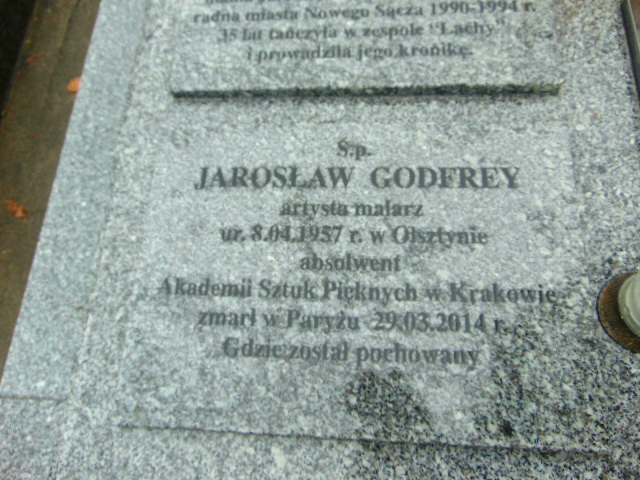
Symboliczna płyta na cmentarzu w Nowym Sączu

## Wykształcenie[6]
- 1972–1977 – Państwowe Liceum Sztuk Plastycznych w Krakowie.
- 1977–1982 – Akademia Sztuk Pięknych im. Jana Matejki w Krakowie, Wydział Malarstwa.
- 1981–1982 – Studium Projektowania Artystycznego Krajobrazu i Kostiumów w Krakowie.

## Wystawy malarstwa[7]
- 1982 Poznań – wystawa najzdolniejszych absolwentów polskich szkół artystycznych
- 1983 Paryż – Galerie des Lombards
- 1983 Hanower – VII Międzynarodowe Triennale Grafiki
- 1984 
  - Paryż – Grand Palais XXXV Salonu Młodych Artystów
  - Paryż – Galerie des Lombards Renaissance of Silence
  - Paryż – Renault Grenelle i Art Life
  - Miluza – VI Europejskie Biennale Grafiki
  - Strasburg – Estampe de Rhin Press Paper'84
  - Cholet – Galerie Terre Inconnue
  - Paryż – Maxim's Business Club
- 1985 
  - Paryż – „FIAP Naszą Prezentacją”
  - Paryż – Grand Palais XXXVI Salonu Młodych Artystów
  - Montreal – „Młodzi Malarze”
  - Monako – Międzynarodowa Wystawa Sztuki Współczesnej
  - Paryż – Ferrer/Lacombe Printing
- 1986 
  - Paryż – Grand Palais – XXXVII Salon Młodych Artystów
- 1987
- Paryż – Decoration Trigone
  - Paryż – Złoty Medal Grand Palais XXXVIII Salonu Młodych Artystów. Nagroda za wysoką kulturę artystyczną
  - I Turniej Rycerski w La Villette
  - Paryż – Grand Palais – Salon Krytyki Figuratywnej
  - Bouffémont – „Salon Malarzy”
- 1988 
  - Paryż – „Sunlight Public Relations”
  - Villepinte – „Międzynarodowy Salon Głębi”
  - Angers – „Galeria Milczenia”
- 1989 Vitry/Seine – „Salon Malarzy”
- 1990 Cannes – Grand Prize XXVI Międzynarodowego Salonu Artystycznego Côte d'Azur
- 1990 Paryż – Grand Palais – Salon Artystów Niezależnych
- 1990 Paryż – „Salon Jesienny”
- 1991 
  - Paryż – Galerie Nicole Robba
  - Angers – Galerie Histoires et Legendes
- 1992 Hanower – Targi Hanowerskie, wystawa dla akcji charytatywnej „The Children of Brazil”
- 1992 Paryż – Galerie „Absolute”
- 1993 
  - Paryż – Galerie Serge Veignant
  - Doué-la-Fontaine – Aux Perričres
  - Bruksela – Tempera Gallery
- 1993–96 Nowy Jork – CFM Gallery
- 1996–2000 Cleveland – Art Avenue Galleries
- 1999–2000 Nowy Jork – „Buffalo Chips”
- 1999–2000 Floryda – Bal Harbour Gallery
- 1999–2000 Chapel Hill – przegląd całokształtu twórczości w Toktumee Art Gallery
- 2004 Nowy Jork – Travel Art Gallery

## Wybrane wyróżnienia i nagrody
- 1987 Paryż – Złoty Medal Grand Palais XXXVIII Salonu Młodych Artystów
- 1990 Cannes – Grand Prize XXVI Międzynarodowego Salonu Artystycznego Côte d'Azur